# کارلوس دیارته
کارلوس دیارته (انگلیسی: Carlos Diarte; ۲۶ ژانویهٔ ۱۹۵۴ – ۲۹ ژوئن ۲۰۱۱) بازیکن فوتبال اهل پاراگوئه بود که در پست مهاجم بازی‌ می‌کرد که بعد از بازنشستگی مربی فوتبال شد.
وی همچنین در تیم ملی فوتبال پاراگوئه بازی کرده‌است.